# Guernica (Argentina)

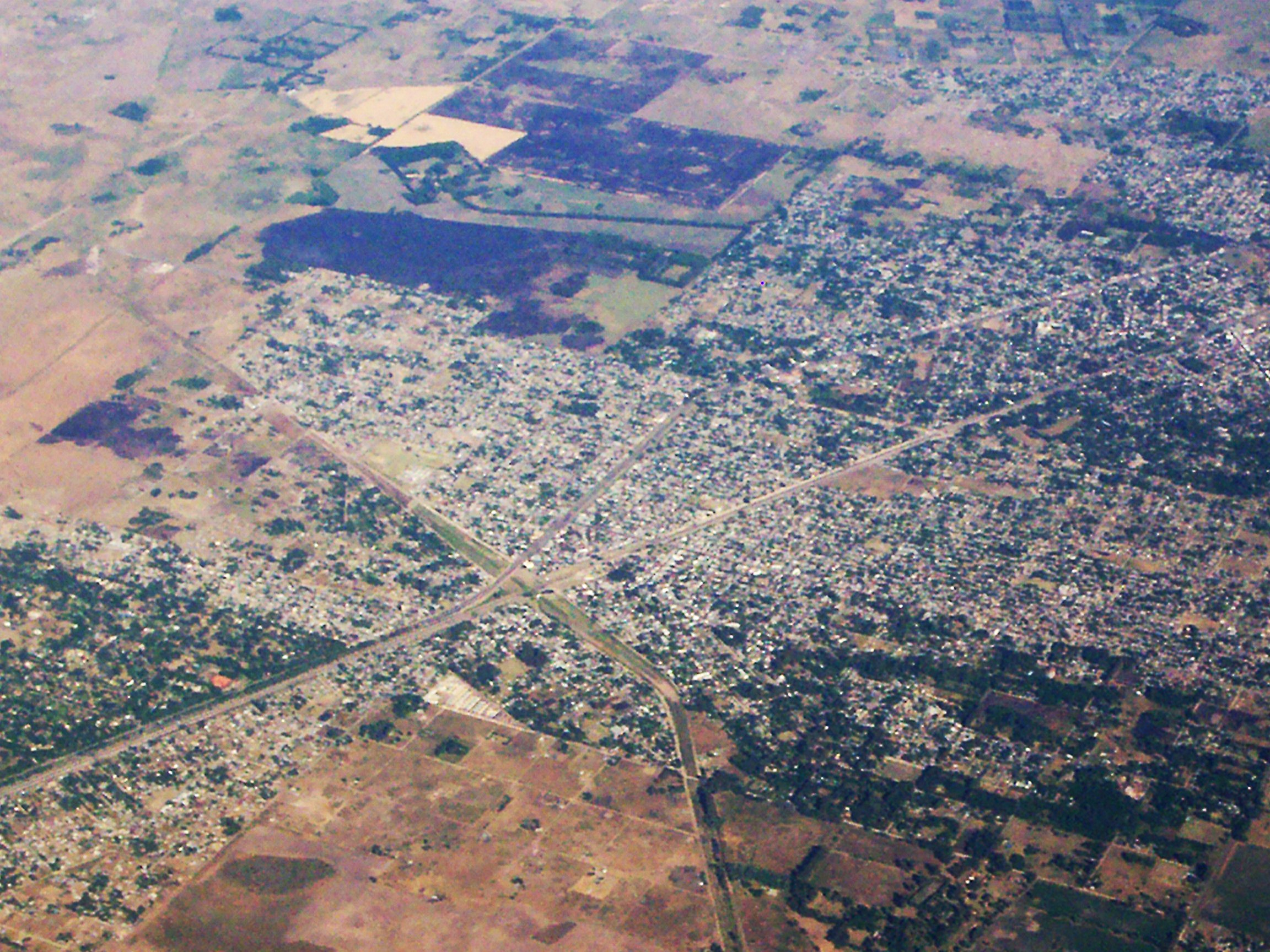
Vista panorámica aérea de la ciudad de Guernica.

Guernica es una ciudad argentina, cabecera del partido de Presidente Perón, ubicada en el Gran Buenos Aires, en la provincia homónima, distante a 37 km al sur de la ciudad de Buenos Aires.

## Historia

### Primeros tiempos
Las tierras de Guernica reconocen una ligazón histórica con lo que originalmente fueron los antiguos curatos de la zona de San Vicente. En 1618 los padres franciscanos establecieron una reducción de indios querandíes, en las cercanías de la laguna de San Vicente, que comprendía al cacique Tubichamini, y unos doscientos cincuenta indígenas, a cuyo frente se encontraba el padre Bolaños. 
El 29 de noviembre de 1627, el gobernador Francisco de Céspedes otorgó en merced a Francisco García Romero un campo con frente al riachuelo que se extendía hacia el sur hasta alcanzar las tierras que actualmente ocupa la ciudad de San Vicente. Posteriormente la fracción se fue dividiendo y pasó a distintos "propietarios". 
El 15 de julio de 1859 el juez de primera instancia Pablo Font, declaró ante el escribano Ceballos, que ante su juzgado se tramitaba el testamentario de Buenaventura Pontasi y que entre sus bienes se hallaba un establecimiento de campo situado en el barrio de San Vicente, el cual fue puesto en subasta pública. El campo fue comprado por el estanciero Eustoquio Díaz Vélez (hijo). Posteriormente a su muerte, el establecimiento de Eustoquio Díaz Vélez (hijo) se dividió, en 1914 en dos fracciones que se adjudicaron a sus dos hijos: Carlos Segundo Díaz Vélez y Eugenio Cristóbal Díaz Vélez. En 1928 en la sucesión de Carlos Díaz Vélez, se adjudicó a su hija Matilde (o Mathilde) Díaz Vélez,[cita requerida] conocida coloquialmente como "Patina", el lote de campos llamado 'La YaYa', situado en el partido de San Vicente, con una superficie de 356 hectáreas aproximadamente.

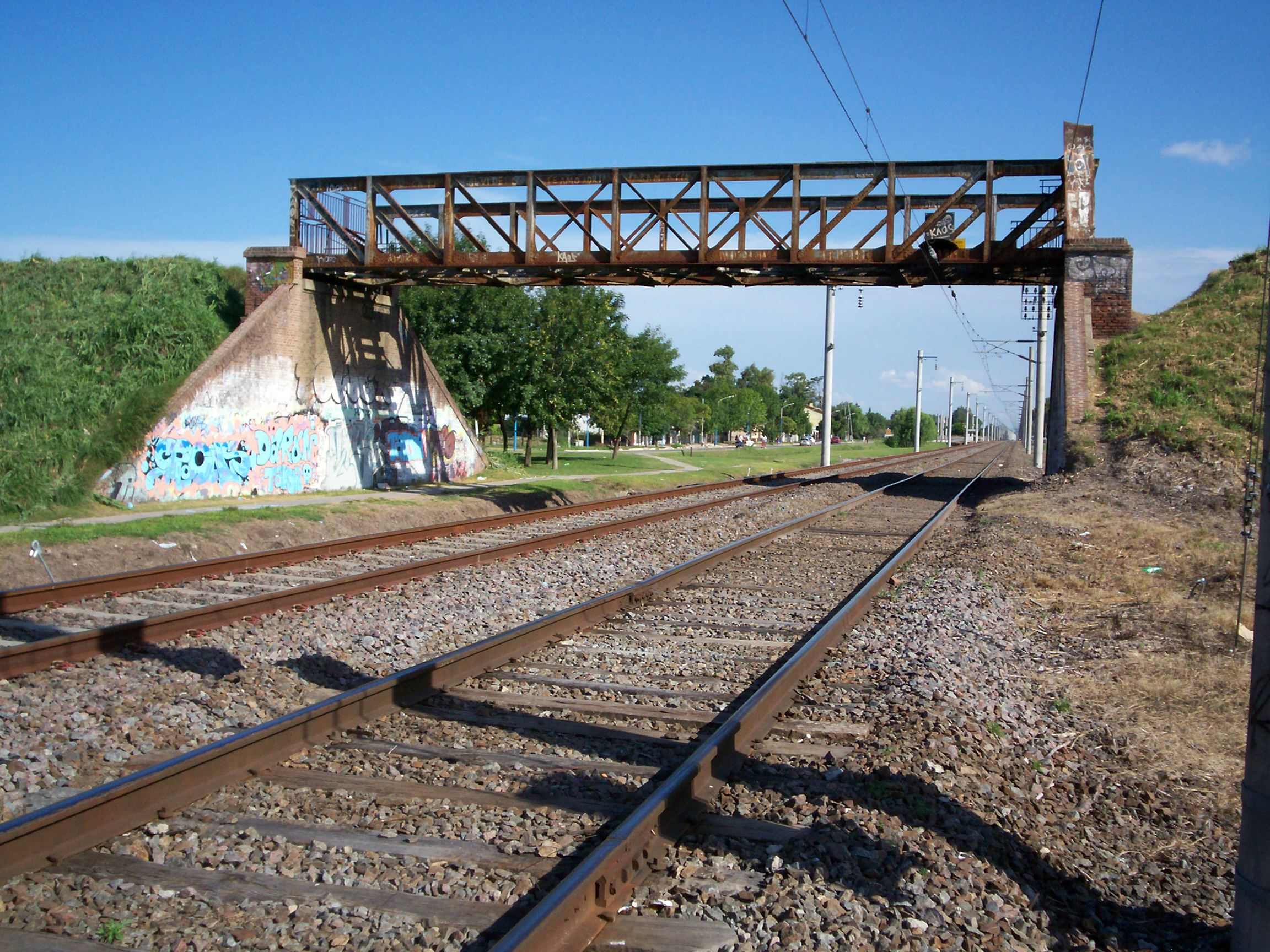
Puente del Ferrocarril Provincial sobre el Ferrocarril Roca, a pocos metros de la estación Guernica.

### Fundación del pueblo
El 18 de mayo de 1934, doña Mathilde Díaz Vélez, presentó al ministro de Obras Públicas de la provincia de Buenos Aires, la solicitud para fundar un pueblo con el nombre de 'Guernica', en tierras de su propiedad, en el partido de San Vicente, en el kilómetro 32 de la línea principal del Ferrocarril del Sud y el 24 de abril de 1935, la planta urbana del pueblo quedó delimitada, reservándose lotes destinados a la casa municipal, la iglesia y la casa del cura, el juzgado de paz, el registro civil, el telégrafo, la comisaría y la escuela, también algunas zonas para quintas, chacras, el corralón municipal, el potrero de policía y los mataderos. Mathilde Díaz Vélez trazó un pueblo en el que previó espacio para todas las instituciones necesarias para el progreso de la futura comunidad.   
El 16 de agosto de 1935 el Poder Ejecutivo Provincial, aprobó el proyecto para la erección del nuevo pueblo propuesto por Mathilde Díaz Vélez. Este también fue llamado "Parada km 32" de la línea provincial a Tandil del Ferrocarril del Sud. 
Finalmente en 1938 la casa de remates Comi y Pini realizó la venta de tierras; para ello se construyó en la calle 5 y 33 la primera casa que fue la sede administrativa de esa firma. También se realizaron precarios pavimentos en las calles del loteo, teniendo como centro la actual Avenida 33. Los remates se realizaban los domingos con gente que venía de la Capital Federal en las llamadas "bañaderas" (carpas con bandas de música).
Los primeros habitantes de Guernica fueron las familias Pereyra Rost y Bianco, en la calle 10 entre 29 y 30 respectivamente, luego las familias Giudice, en la calle 29 y 19; Enrique Camarata, en la avenida 29 y 18b;antonio nobre en la calle 121 y 102, Recabarra, en 30 y 11; Corbal, en 18 entre 29 y 33; Bendicoff y Marín, en 19 y 40 y la familia Losi, que construyó un horno de ladrillos que proveía de ese material a los compradores de terrenos. En la calle 19 y 33 Luis Schiani edificó su casa y la de otros vecinos, al mismo tiempo que se dedicaba a la apicultura. Pedro Gonzani plantó los primeros eucaliptos en la Av. 33 hasta la calle 12 y la plaza Díaz Vélez.
Pedro Carr instaló el primer negocio de almacén y ramos generales, en la calle 25 y R. 210; siendo la familia Rincón quien fundó un pequeño bar que proveía alimentos a los obreros que pavimentaron la Ruta 210 y Tito Fernández, que vivía en la Calle 24 y Ruta 210, vendía material de construcción y lo transportaba en una chata tirada por dos o cuatro caballos a sus clientes.
Así va surgiendo el pueblo y se radicaron otras nuevas familias, entre ellas, las de Rodolfo Ragni, Ricardo Villanueva, Enrique Cuomo, Pedro Petrelli, Guillermo Sener, Francisco Crescimone y Dapallia, quienes, preocupados por sus hijos, se reunieron y peticionaron ante las autoridades la creación de una escuela, ya que la única cercana estaba en Villa Numancia.
Luego de mucho esfuerzo se logró el objetivo: nació la Escuela N.º 2 "General Belgrano", siendo su primera directora María del Corral, quien junto con la Asociación Cooperadora, fundada en 1942, al frente de la cual estaba Maximino Carro, organizó un pic-nic en la estancia de Laplassette e invitaron a miembros de la colectividad vasca Euskal-Echea y con lo recaudado construyeron el mástil, el acceso a la entrada de la escuela, con carbonilla, para facilitar el ingreso en los días de lluvia. Y siguieron así su tarea proveyendo de guardapolvos y ropa, y el servicio de la taza de leche para los 70 alumnos que concurrían a la escuela en el turno mañana y tarde.
En 1945, el grupo que fundó la escuela, gestionó y obtuvo la donación de dos lotes para fundar el Club Social, Cultural y Deportivo Guernica, con el fin de tener un lugar para difundir la cultura y el deporte. Para esto organizaron bailes los fines de semana, donando empanadas, churros y chocolate con leche que se vendía a los concurrentes, se premiaba a la pareja que mejor bailaba el tango, siendo casi siempre el matrimonio Ruibal, quien merecía el premio. Periódicamente se ofrecían obras de teatro vocacional, siendo la primera una comedia titulada "Tengo flor y no la tiro", a cargo del elenco creado por la señora Elsa Bousquet y su esposo, quien en ese entonces era gerente general de los estudios cinematográficos "Lumington".
El primer actor fue Rudij Ragni. La primera actriz Nery Romans, completando el grupo Olga Zoppo, Pirucha Bousquet, Delia Losi, Cacho Corbal y Tito Fernández. Esta obra se estrenó en el Club Italiano de Glew, a beneficio de la Escuela General Belgrano, hoy N.º 1.
El pueblo fue creciendo, continuaron los loteos, y dado que la población se componía mayormente de familias inmigrantes italianas y españolas, las viviendas que se construyeron fueron al estilo de esos países de Europa. La visita de artistas como Benita Puertolas, Héctor Coire, Raisa Bignardi, Floren Delbene, Alberto Gómez, Yaya Suaréz Corvo y otros, hizo que se lo llame el pueblo de los artistas, ya que muchos de ellos hicieron sus quintas de fin de semana y las calles fueron tomando los nombres de artistas fallecidos. En su momento se comentaba que Guernica sería una ciudad jardín y que el lugar donde hoy está el haras de Jorge Antonio sería un hipódromo, lo que luego no se concretó.
Con el tiempo se formaron el barrio "La Yaya", que originariamente fue una chacra con exclusiva plantación de maíz cuidada por la familia Alzarán, y se fundó la Escuela N.º 8 "Almirante Brown" con siete aulas prefabricadas, siendo su directora María del Carmen Cascante de Francinelli. El barrio Las Lomas era donde los vecinos se agruparon en un club con ese nombre que realizaba bailes familiares, partidos de fútbol y deportes varios y se organizó la Liga de Fútbol y la Casa del Boxeador. Simultáneamente aparecieron otros barrios y así Guernica creció y se hizo heterogénea pues su nueva población la constituyeron familias provincianas e inmigrantes de países limítrofes.
Como novedad el Club "Juventud Unida" construyó la primera pileta de natación de veinte m de largo por ocho de ancho y tres de profundidad y un m en la parte baja, con el aporte de socios y adherentes realizándose bailes en carnaval y competencias deportivas en torneos de destacada actuación.

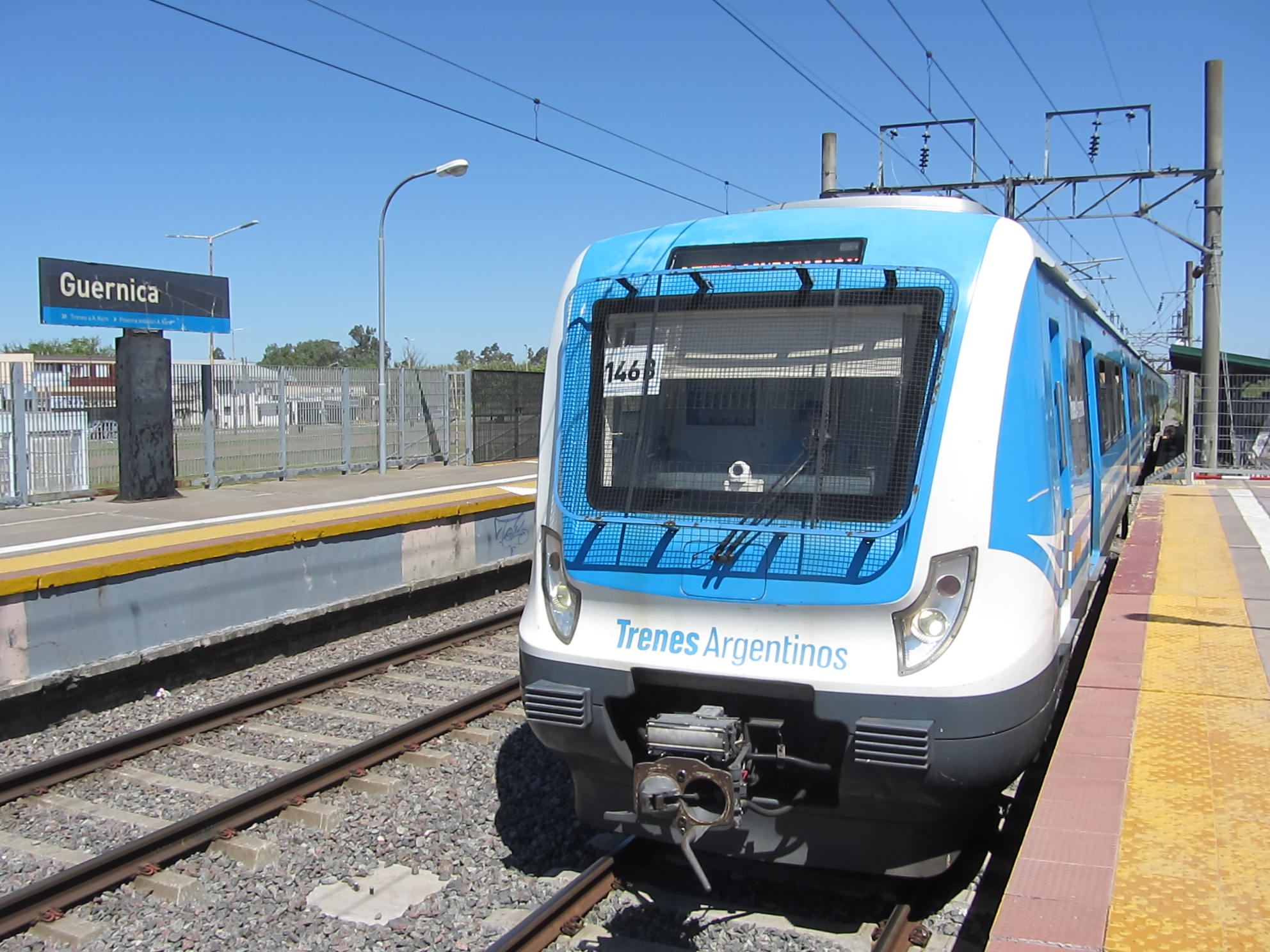
Formación de Trenes Argentinos ingresando al andén de la estación Guernica.

### Toponimia del pueblo y de la estación
En la presentación efectuada por su fundadora, Mathilde Díaz Vélez, constó:

Propongo finalmente como nombre del nuevo pueblo, el de Guernica en el deseo de perpetuar en este país, el recuerdo de un nombre tan significativo para las libertades del país Vasco y el de rendir un homenaje a la patria de los ascendientes de mi familia y de tantos esclarecidos personajes cuyo paso por la Argentina ha dejado huellas imperecederas.

En el año 1940, se cambió el refugio "km 32" por la nueva estación López Camelo, nombre que la señorita Díaz Vélez entendió como totalmente ajeno, iniciando entonces una serie de trámites para conseguir que la estación ferroviaria se llamase con el mismo nombre del pueblo, hasta que por resolución de la Dirección de Transporte del 20 de marzo de 1948, se la denominó como Guernica.

### El nuevo partido
El 25 de noviembre de 1993, mediante una ley provincial, se creó el Partido de Presidente Perón, compuesto por las localidades de Guernica, que pasó a ser cabecera del nuevo partido, y de Villa Numancia. El nuevo partido se ubica en territorios que anteriormente pertenecieron mayormente a San Vicente y una pequeña porción de los partidos Florencio Varela y Esteban Echeverría.

### Tornados del 2000-2001
El 26 de diciembre de 2000, aprox. a las 19:00, la ciudad fue afectada por un violento tornado F3 que duró entre 5 y 10 minutos, dejando como resultado cientos de viviendas arrasadas por completo, alrededor de 50 personas heridas y 120 evacuados. Además fueron derribados 200 postes de luz y unos 30.000 usuarios quedaron sin energía eléctrica. Tan sólo 15 días después, en la medianoche del 10 de enero de 2001, otro tornado F3 azotó la localidad, dejando como saldo 200 personas heridas y la voladura del techo del hospital Cecilia Grierson.

### Usurpación de terrenos en 2020 y desalojo
Durante la Pandemia de COVID-19 en Argentina, unas 3000 personas ocuparon terrenos se llevaron negociaciones con los usurpadores con el gobierno para desalojar el terreno.
Hasta que finalmente el juez Rizzo ordenó realizar el desalojo con fecha límite el 30 de octubre, para el día 29 de octubre ya unas más de 600 familias habían aceptado desalojar pacíficamente pero unas 1400 personas más continuaron en el área hasta el día del desalojo. Entonces, Sergio Berni Ministro de Seguridad, mandó realizar un operativo policial de 4000 efectivos concluyendo en un desalojo  exitoso sin heridos. Semanas después el predio fue cerrado para ser transformado en un barrio urbanizado. Dos años después se inauguró un nuevo barrio con más de 160 y se lanzó la licitación para la construcción de 853 viviendas junto a la infraestructura y el equipamiento que incluye el desarrollo de veredas, rampas, arbolado, cercos y cestos domiciliarios de residuos, cloacas; un centro de salud y una escuela pública.

## Geografía
Guernica está constituida por tierras llanas, carentes de formaciones elevadas notorias, de baja sismicidad. Pertenece al área de la pampa húmeda. Sus tierras son aptas para el cultivo y la cría de ganado, así también como para el asentamiento de humanos.
El suelo es rico en minerales y las napas se encuentran a poca distancia de la superficie.

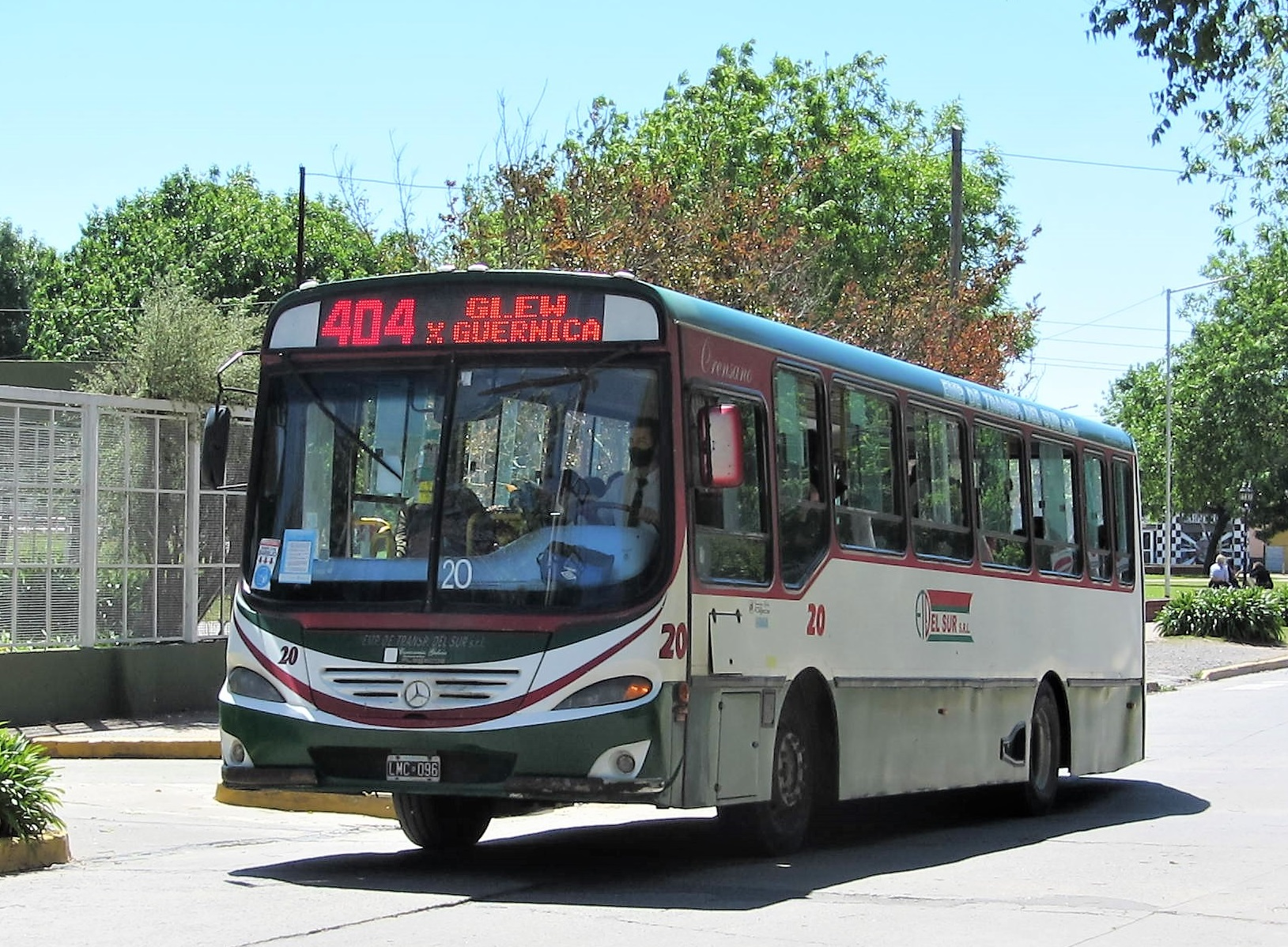
Colectivo de la línea 404, a su paso por Guernica.

## Comunicación y transporte
Carreteras
- : Avenida Hipólito Yrigoyen
- : límite sudoeste, comunica con San Vicente y con Esteban Echeverría.
- : pasa de norte a noroeste, une la RP 210 y la RP 58.

Ferrocarril General Roca (Línea eléctrica), línea Constitución-Alejandro Korn.
Líneas de colectivo: 51 79 200 370 385 404 504
Su avenida principal Eva Perón o Av. 29 es su centro comercial más importante junto a la Av. 33 o Av. Jauretche.

## Deporte
Posee dos clubes, rivales entre sí:
- CSD Las Lomas.
- CSCyD Guernica (conocido popularmente como Cultural Guernica).

En ambos clubes se destaca como deporte principal el fútbol. Ambos participan en la liga ADIAB de fútbol, en la máxima categoría. El Cultural Guernica ha salido campeón varias veces en los últimos años de esta liga metropolitana. Las Lomas a su vez participa en la Liga Amateur Platense de Fútbol en busca de una plaza para el Torneo Argentino C.
Sin embargo en el CSCyD Guernica (Cultural de Guernica) se desarrollan otras actividades deportivas, como balonmano el cual participa de la liga Fe.De.Ba (Federación deportiva de Buenos Aires) y Femebal (Federación Metropolitana de Balonmano), y también se destaca el básquet, que está afiliado y juega en torneos de la ABEE (Asociación de Basquetbol de Esteban Echeverría) y un jugador llamado Santiago Quintero salió campeón del Campeonato Provincial de Junín 2012 y del Campeonato Argentino U13 de La Rioja.
Además de contar con estos dos clubes, Guernica, cuenta con un Polideportivo Municipal, el cual posee canchas de fútbol, hockey, rugby, vóley y atletismo en el cual la entrada es libre y gratuita.
Actualmente se encuentra en licitación un proyecto que pretende formar un Polideportivo, el cual contara con: un Microestadio con capacidad para 3.000 personas sentadas, con cancha de basquetball y de balonmano sobre piso de madera tipo parquet. Incluye además la construcción de una pileta de natación semi-olímpica.
Entre los deportes que representan esta comunidad se encuentra el atletismo, que cuenta con una escuela municipal que se entrena en el polideportivo de la ciudad. A lo largo de los años obtuvieron actuaciones destacadas y de allí salieron atletas que por distintos lados de Argentina y países limítrofes los representaron. Entre ellos destacaron: Tomas Delgadin, velocista de 100 m llanos, y Marcelo Jonatan Castaño, lanzador de jabalina, y quien actualmente es el encargado de la Escuela Municipal de Atletismo.
Esta escuela, conocida como "Los Kekos del Poli", viaja por distintos lugares compitiendo y logrando actuaciones destacadas por lo que esta deporte ha mayormente obtenido la mejor representación del distrito en el país. En estos últimos tiempos los atletas que se destacan bajo la conducción del entrenador Marcelo Castaño son, Priscila Luján Nieva, quien ha participado en 4 campeonatos nacionales y ha sido finalista en todos, también ganó medallas en los torneos bonaerenses, copa buenos aires, bicampeona metropolitana y actualmente este 2024 es la segunda del ranking argentino sub-18 en su prueba del lanzamiento de martillo. Kevin Lautaro Michia quién en su carrera ha ganado la medalla de oro en los torneos bonaerenses (110 MTS con vallas ), Bicampeón metropolitano en 400 MTS con vallas, medalla de bronce en campeonato nacional de mayores, y medallas de bronce en Grand prix sudamericanos.  Y Ángel Vallejos, que en su prueba de salto triple, es campeón de la copa Buenos Aires, y medalla de oro en torneos bonaerenses. Otros atletas que también se   
destacaron en algunos años fueron Matías Ezequiel vildoza, campeón nacional sub-20, subcampeón nacional sub-16, medalla de oro en torneos bonaerenses, todos logros en el lanzamiento de jabalina  y Fabiana itati soto, que tiene el record de 4 medallas sucesivas en torneos bonaerenses (2 de oro, 2 de bronce), 21 podios en campeonatos provinciales (lanzamiento de disco, martillo y bala) y 2 participaciones en campeonatos nacionales y en ambos finalistas. Cabe aclarar que estos dos atletas también han sido entrenados por el ya mencionado entrenador Marcelo Castaño.  
En  el ciclismo, una joven llamada Candela Fraga que es campeona argentina y está participando de la selección argentina U-16  ciclismo.

## Parroquias de la Iglesia católica en Guernica
| Diócesis   | Lomas de Zamora                  |
| ---------- | -------------------------------- |
| Parroquias | Cristo Rey, Santísimo Sacramento |

## Celebridades
En Guernica, reside la cantante y modelo trans Jazmín Salinas, más conocida como Jazmín la Cuerpo. Conocida por su activismo por los derechos trans y su actividad en redes sociales.